# S파

S파( - 波, 영어: S-wave, shear wave, elastic S-wave) 또는 2차파(二次波, 영어: secondary wave)는 실체파(진원에서 모든 방향으로 발생하는 파동)중 횡파이며, 고체 상태의 물질만 통과한다. 속도는 3~4km/s로 비교적 느리고 물질의 표면으로 파가 도달하는 범위가 P파에 비해 짧다. 하지만 진폭이 커, P파에 비해 피해가 크다. 앞에서 설명했다시피 고체상태의 매질(전달매개가 되는 물질)만 통과가 가능하며 액체를 통과하지 못하기 때문에 3000km에 가까운 깊이를 자랑하는 액체 상태인 외핵을 통과 할 수 없어 S파는 맨틀 안에 있는 지구의 핵은 통과하지 못한다. 즉 만약 지구 반대편에 위치한 곳에서 지진이 일어나면 P파는 도착하나. S가 도착하지 못한다. 따라서 매우 큰 지진의 경우 지구 반대편(암영대를 제외한 영역)에서 P파만을 관측하는 경우가 있다.
부가적으로 전달 범위는 P>S>L(표면파인 러브파)이며 같은 에너지를 가지더라도 피해 범위는 L>S>P파 순이다. 하지만 L파는 피해는 매우 강력하나 범위가 좁고 대체로 진도가 강하지 않으면 발생하지 않기에 정확히는 발생하지 않는다기보다는 관측하기에 민망할 정도의 범위이기에 관측이 드물다.

## 같이 보기
- 긴급지진속보
- 종파 (물리학)
- 러브파
- P파
- 레일리파
- 지진파